# Îlot Tenia
L’îlot Tenia est un îlot de Nouvelle-Calédonie appartenant administrativement à Boulouparis.